# Titularbistum Taenarum
Taenarum (ital.: Thenaro) ist ein Titularbistum der römisch-katholischen Kirche. 
Es geht zurück auf ein früheres Bistum der antiken Siedlung  Tainaron an der Südspitze der Halbinsel Mani auf der griechischen Peloponnes. Das Bistum war der Kirchenprovinz Corinthus zugeordnet.
| Titularbischöfe von Taenarum |                                                        |                                                                                  |                    |                    |
| Nr.                          | Name                                                   | Amt                                                                              | von                | bis                |
| 1                            | Franz Ignaz Albert Reichsfreiherr von Werdenstein      | Weihbischof in Freising (Bayern)                                                 | 21. November 1756  | 20. September 1766 |
| 2                            | Johann Philipp Karl Anton von Fechenbach zu Laudenbach |                                                                                  | 31. Juli 1767      | 26. Dezember 1779  |
| 3                            | Bonifaz Kaspar von Urban                               | Weihbischof in Regensburg (Bayern)                                               | 19. Dezember 1834  | 25. Mai 1842       |
| 4                            | Paul-François-Marie de Forges                          | Weihbischof in Rennes (Frankreich)                                               | 11. September 1877 | 11. August 1900    |
| 5                            | Fabiano Francesco Landi OFM                            | Apostolischer Vikar von Nordwest-Hubei (Chinesisches Kaiserreich/Republik China) | 10. Mai 1904       | 30. Juni 1920      |
| 6                            | Sabas Sarasola Esparza OP                              | Apostolischer Vikar von Urubamba y Madre de Dios (Peru)                          | 13. Juni 1923      | 29. Februar 1944   |